# Viticulture aux États-Unis

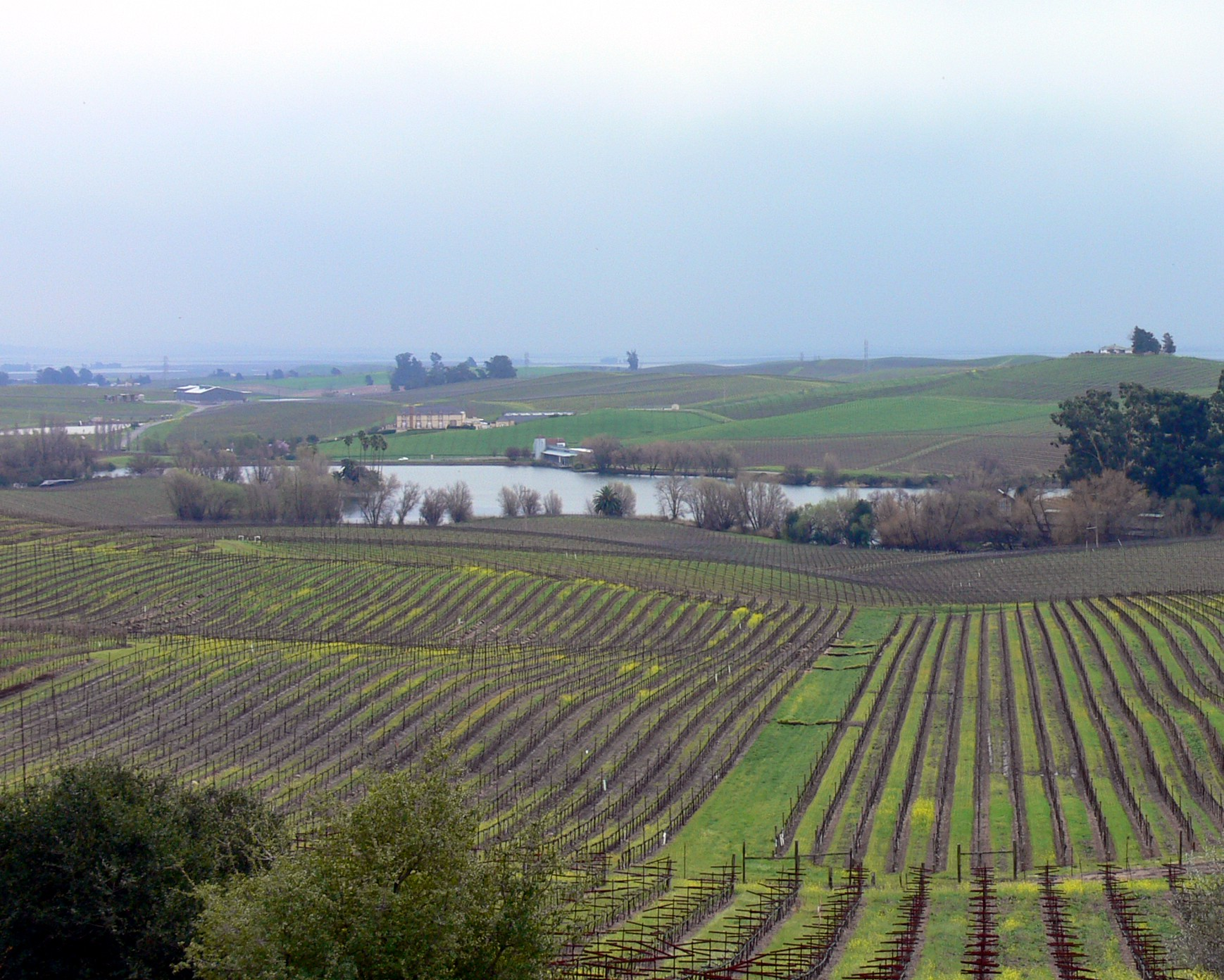
Vignoble de Los Corneros à Artesa

La viticulture aux États-Unis existe depuis le XVIe siècle. Au XXIe siècle, il existe des productions vinicoles dans les cinquante États de l'Union, la Californie en tête, suivie par l'État de Washington, l'Oregon et l'État de New York. Les États-Unis sont le quatrième producteur mondial de vin derrière l'Italie, la France, et l'Espagne. La production californienne à elle seule représente 90 % de la production américaine, et le double de celle de l'Australie.
Le continent nord-américain accueille plusieurs espèces indigènes de vignes, notamment Vitis labrusca, Vitis riparia, Vitis rotundifolia, Vitis vulpina, mais ce n'est qu'avec l'introduction de la Vitis vinifera par un colon européen que le secteur vinicole prit son essor. Près de 450 milliers d'hectares de vignobles sont plantés aux États-Unis en 2006, en faisant le cinquième pays en superficie viticole après l'Espagne, la France, l'Italie  et la Turquie.

## Histoire
Certains font remonter l'histoire viticole en Amérique du Nord à la découverte du Nouveau Monde par le Viking Leif Ericson et ses hommes. Ils auraient appelé cette nouvelle terre Vinland en référence aux nombreuses vignes sauvages qui y poussaient. Cette version est désormais souvent contestée, l'étymologie de Vinland pouvant être vin (« pré », « plaine ») et non vín (« vigne »).
Il est acquis que les nations indiennes de la région des Grands Lacs cueillaient du raisin et le conservaient par séchage. (Économie des Iroquois) Il s'agissait probablement de Vitis riparia. 

### Côte est

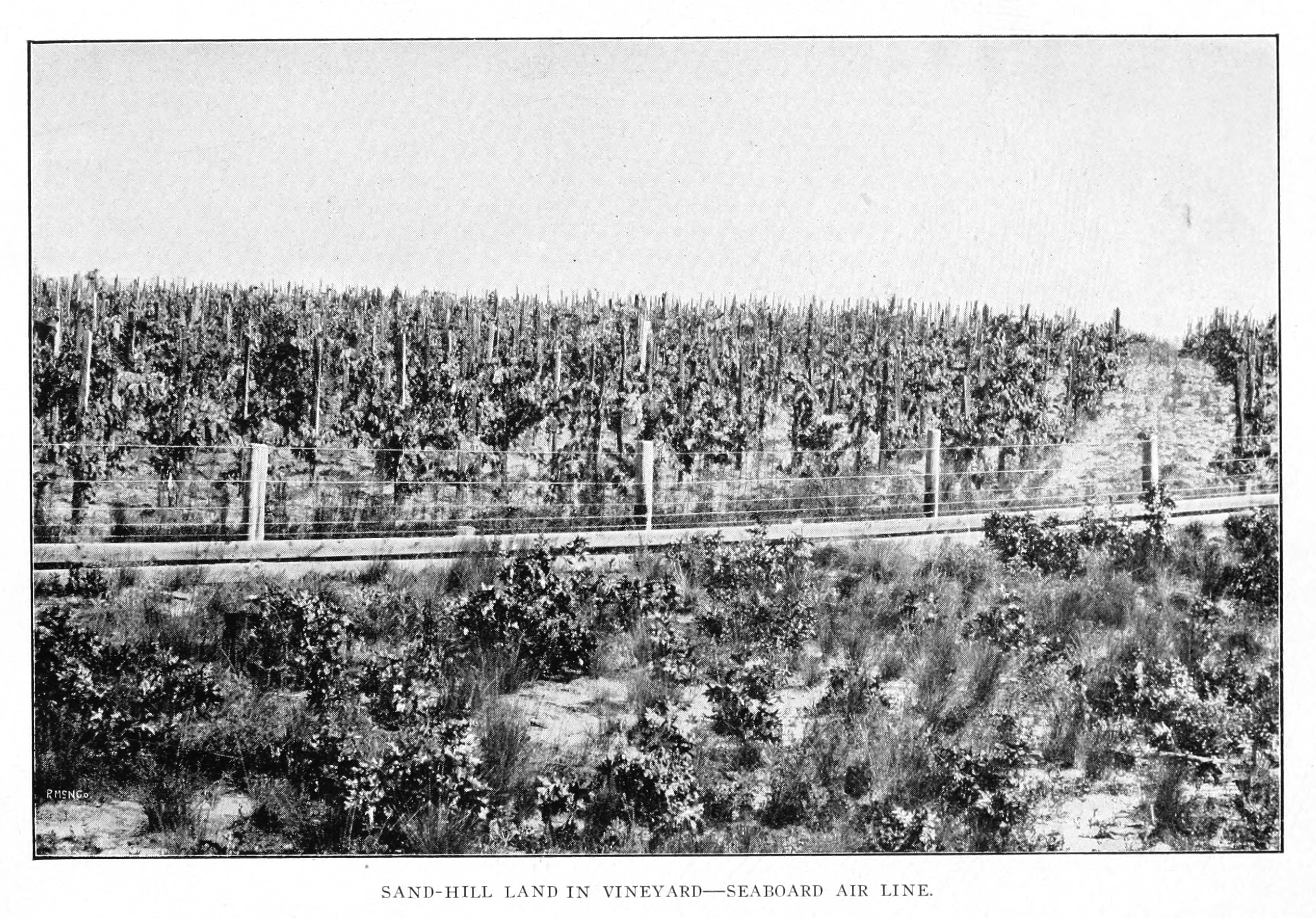
Vignoble dans la Caroline du Nord en 1902

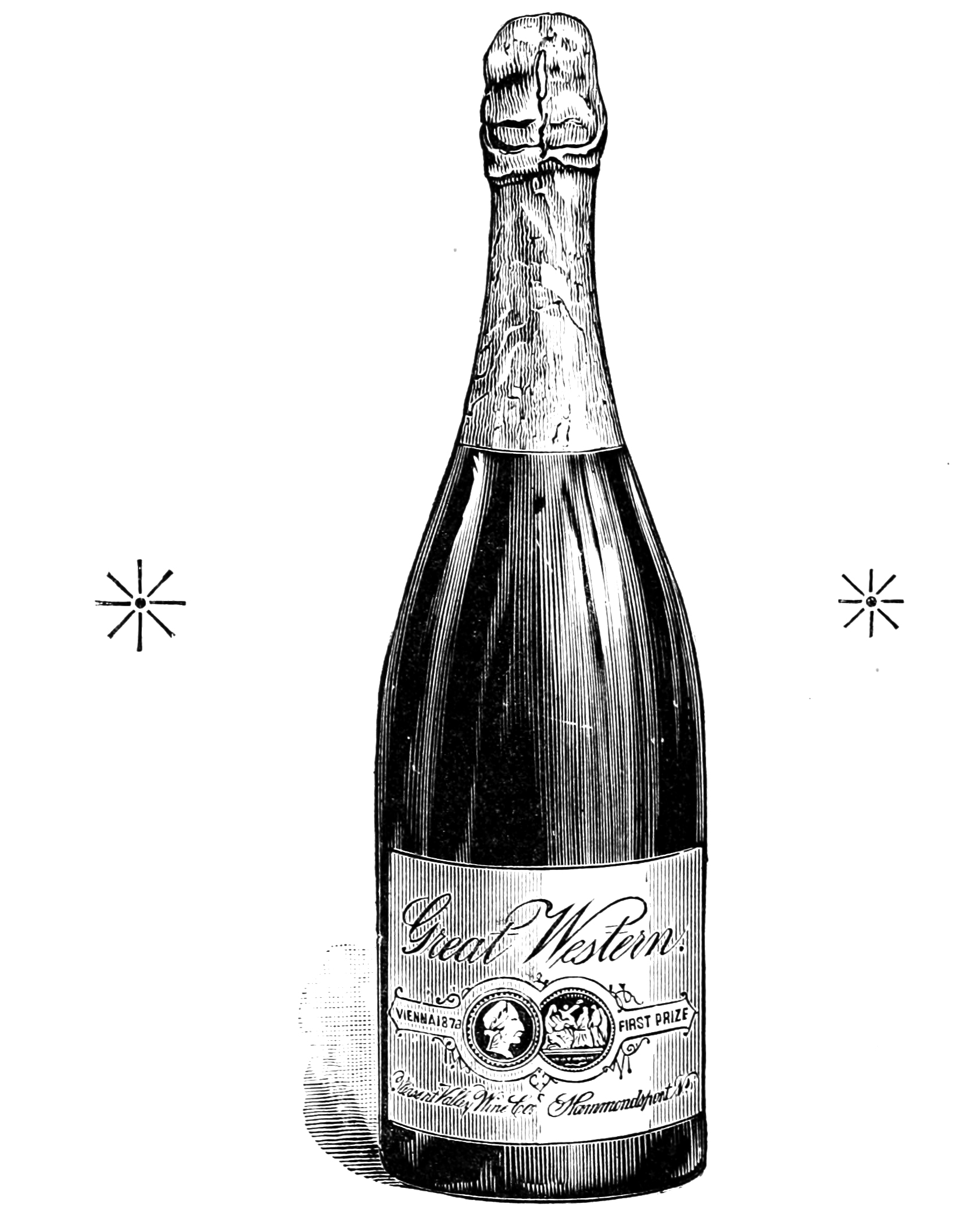
Vin pétillant Great Western de Hammondsport, 1895

Ce sont des Huguenots français qui furent les premiers à  produire un vin dans ce qui est aujourd'hui les États-Unis, plus exactement dans les environs de Jacksonville, à partir de grappes de scuppernong, entre 1562 et 1564. La fabrication de vin est un objectif décrit dans la charte des premières colonies américaines, notamment celles de Virginie et des Carolines. Les colons découvrent cependant rapidement que le vin produit à partir des vignes indigènes a un goût curieux qu'ils n'apprécient guère. Ces échecs conduisent à la plantation de différents pieds de Vitis vinifera grâce  à l'importation de cépages et de vignerons français par la Compagnie de Virginie en 1619, mais ces cultures sont détruites par une maladie.
En 1683, William Penn plante un vignoble de V. vinifera d'origine française qui aurait été croisé avec un Vitis labrusca indigène, créant un hybride producteur direct, l'alexander.
Le président Thomas Jefferson, un œnophile avéré qui dépensa 7597 dollars lors de son premier mandat en vins (français pour la plupart), tenta de nombreuses expériences viticoles dans son domaine de Monticello, en Virginie. En 1807, il y plante 287 pieds de vignes de 24 variétés européennes, auxquels il ajoute plus tard les variétés indigènes Vitis labrusca et Vitis rotundifolia.
L'une des premières exploitations viti-vinicoles aux États-Unis est fondée en 1806 dans l'Indiana, et produit du vin à partir de Vitis labrusca. De nos jours, les vignes hybrides franco-américaines restent une spécialité de la côte Est des États-Unis.
Le premier domaine commercial rentable est fondé au milieu des années 1830 par Nicholas Longworth, à Cincinnati, dans l'Ohio, qui commercialise un vin pétillant à partir de grappes de catawba. Mais dans les années 1860, la pourriture brune attaque les vignobles de la vallée de l'Ohio, forçant plusieurs viticulteurs à se délocaliser au nord de la région des Finger Lakes de l'État de New York. Pendant la même période, le secteur viticole du Missouri prend son essor, concentré autour de la colonie allemande de Hermann, et devient rapidement le second producteur vinicole du pays après la Californie. Mais à la fin du XIXe siècle, une épidémie de phylloxéra dans l'ouest et de la maladie de Pierce dans l'est ravagent les vignobles américains. Cette épidémie favorise l'expérimentation de nouveaux cépages : associée à la promotion des monocépages par les colons allemands et le désir du négociant en vin Frank Schoonmaker de vouloir différencier le vin du Nouveau Monde par rapport aux vins d'assemblage européens, elle est à l'origine des vins de cépage privilégiés en Amérique.

### Californie

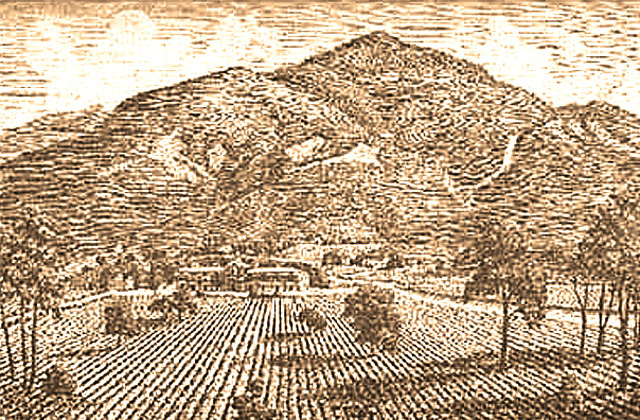
Vignoble californien en 1889

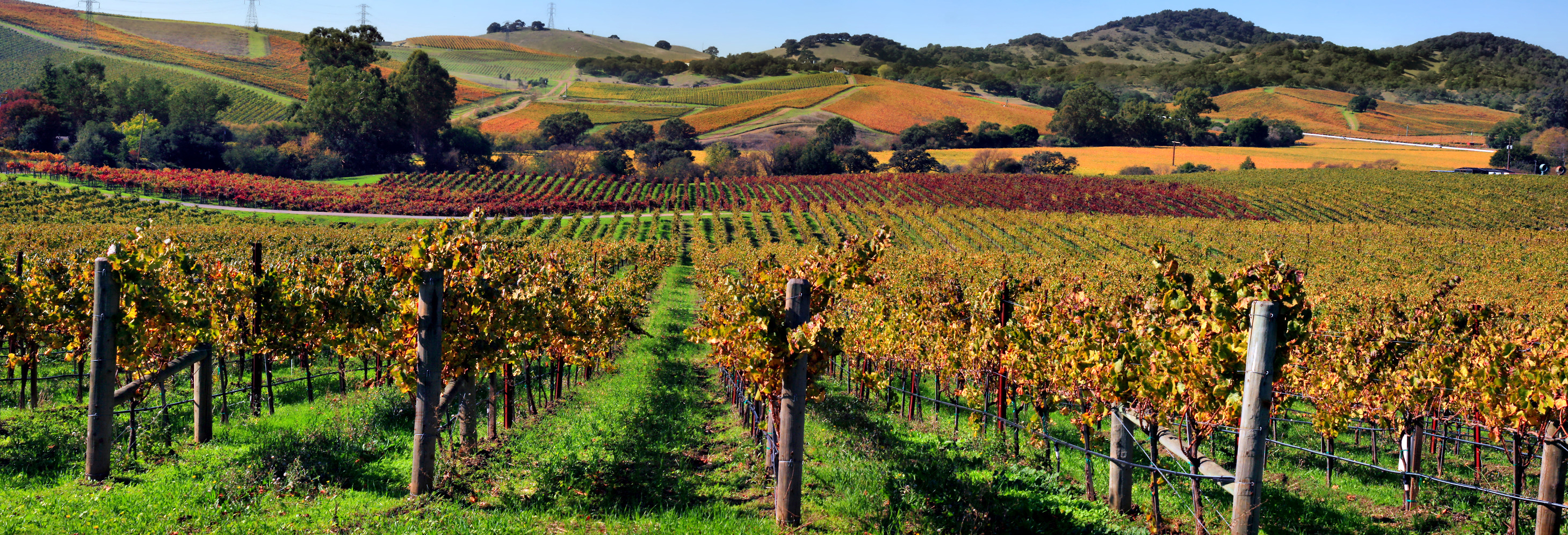
Vignoble de la Napa Valley.

La première exploitation viticole de Californie est fondée en 1769 par le missionnaire franciscain Junípero Serra, près de San Diego. D'autres missionnaires contribuent à la plantation de vignes plus au nord, et le premier vignoble de Sonoma est planté vers 1805. La Californie compte deux cépages indigènes, qui tous deux ne tendent à produire que des vins de faible qualité. Les missionnaires utilisent donc un cépage noir aujourd'hui connu sous le nom de mission, qui selon certains est identique à la criolla chica cultivée en Argentine. Bien qu'étant un cultivar de Vitis vinifera, ce cépage ne produit cependant que des vins de qualité très moyenne. Joseph Chapman fonde le premier domaine à vocation commerciale en Californie en 1826, comprenant quelque 4 000 pieds de vigne à Los Angeles. Peu après, dans la même ville, le colon français Jean-Louis Vignes, frustré par la qualité médiocre des vins de cépage mission, est l'un des tout  premiers pionniers à utiliser des pieds de Vitis vinifera de qualité. En 1851, il possède quelque 40 000 pieds et produit environ 1 000 tonneaux de vin par an.
En 1836, George Yount devient le premier colon blanc à s'installer dans la vallée de Napa après s'être vu accorder 4780 hectares de la part des autorités mexicaines. Il y plante les premières vignes deux ans plus tard. La ruée vers l'or de 1849 voit la population de la région exploser rapidement, et le vin devient une denrée recherchée. Au milieu du XIXe siècle, la viticulture prend son essor dans la Californie du Nord, et certains des pionniers sont des émigrés européens. L'Anglais John Patchett fait construire le premier véritable domaine de la vallée de Napa en 1859, et les Allemands Charles Krug et les frères Beringer y fondent leurs exploitations. Le marchand d'origine finlandaise Gustave Niebaum s'y installe également, sur une parcelle de terrain qui deviendra plus tard le domaine Inglenook, à Oakville. En 1880, la vallée compte 49 domaines. Six ans plus tard, elle en compte 175.
En 1857, l'immigré hongrois Agoston Haraszthy fonde dans le comté de Sonoma le premier domaine de la région, Buena Vista, et rédige pour la législature de l'État un rapport sur les cépages et les vins californiens, le premier du type. Il prône l'importation de pieds de vigne européens et l'assemblage de différents cépages sur le modèle des vins du Vieux continent.

### Le déclin
À la fin des années 1880, le retour progressif des vignobles européens, sauvés du phylloxéra par la greffe de leurs cépages sur des pieds de vigne américains, entraîne une baisse de la demande pour les vins californiens, malgré la qualité grandissante de la production, reconnue notamment lors de l'Exposition universelle de Paris de 1889. Le prix des grappes et du vin augmente brièvement en 1885, mais une surproduction entraîne une baisse des prix. Des hivers rudes et une épidémie de phylloxéra ravagent les vignes américaines et, à partir de 1893, une dépression économique affecte sévèrement les domaines viticoles du pays.
À l'automne 1894, plusieurs producteurs californiens se regroupent au sein d'une corporation, la California Wine Association (CWA). Une autre organisation se forme peu après, la California Winemakers' Corporation, dont la vocation annoncée est d'être une association parallèle, chargée de représenter la CWA auprès des marchands de vin et de négocier les prix de vente.
C'est le Français Georges de Latour qui importe en 1902 les premiers pieds de vigne bordelais qui vont résister au phylloxéra, contribuant au relancement tout relatif de la viticulture américaine.

### La Prohibition
L'avènement de la Prohibition porte un nouveau coup rude au secteur vinicole américain. La plupart des viticulteurs arrachent leurs pieds de vignes et plantent à leur place des arbres fruitiers : pommes, prunes, poires et noix remplacent progressivement la viticulture. Quelques vignes sont conservées, affectées - du moins officiellement - à la production de vin destiné à la consommation familiale, restant autorisée par la loi. Beaulieu Vineyard, dans la vallée de Napa, prospère en obtenant une dérogation lui permettant de produire du vin de messe. D'autres exploitations, comme celle de la famille Mondavi, survivent en produisant des kits destinés au public pour la production domestique de vin de table, restée légale.

### Le Jugement de Paris
Le Jugement de Paris en 1976, ignoré par la presse française, est devenu un mythe aux États-Unis marquant le moment où leur vin est devenu de qualité, pouvant même surpasser les vins européens. Mais comme l'explique Arthur Choko dans son ouvrage L'amour du vin à propos de ce type de compétition internationale dont le but est de vendre du sensationnel à des amateurs peu avertis ou aux partisans du reclassement des vins de Bordeaux : « Que le négociant qui a fourni ces vins change vite d'acheteur pour la sélection de sa collection ! Si, en France, on n'est pas capable de trouver un vin qui surclasse les vins étrangers, c'est que l'on est incompétent ou alors c'est qu'on le fait exprès ». Et l'auteur de conclure : « Nous sommes là bien loin de la réalité et il faut reconnaître que le profane a du mal à s'y retrouver dans toutes ces remises en cause plus ou moins artificielles ».

### Un nouveau concept: Urban Winery

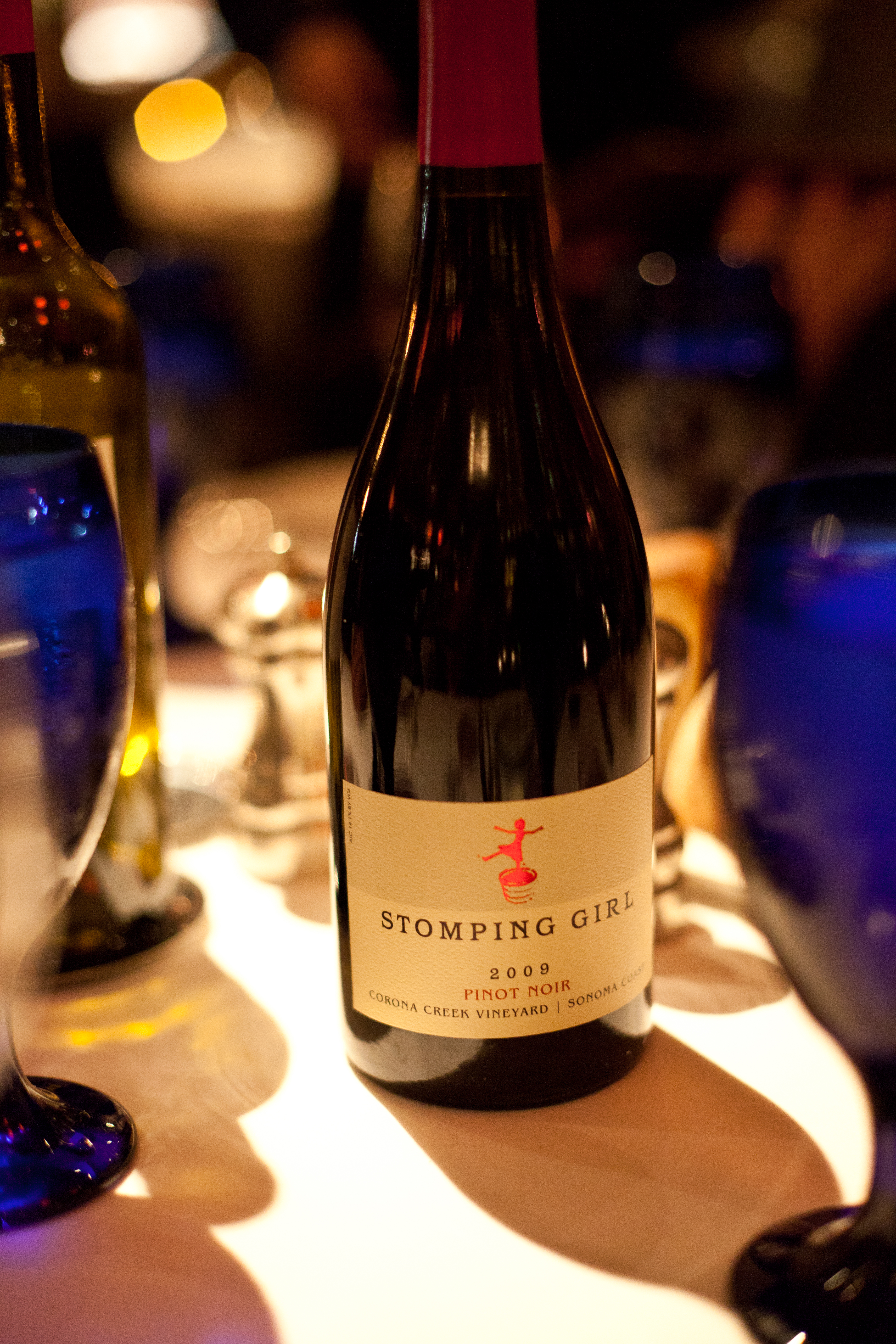
Pinot des Stomping Girl Wines de Berkeley

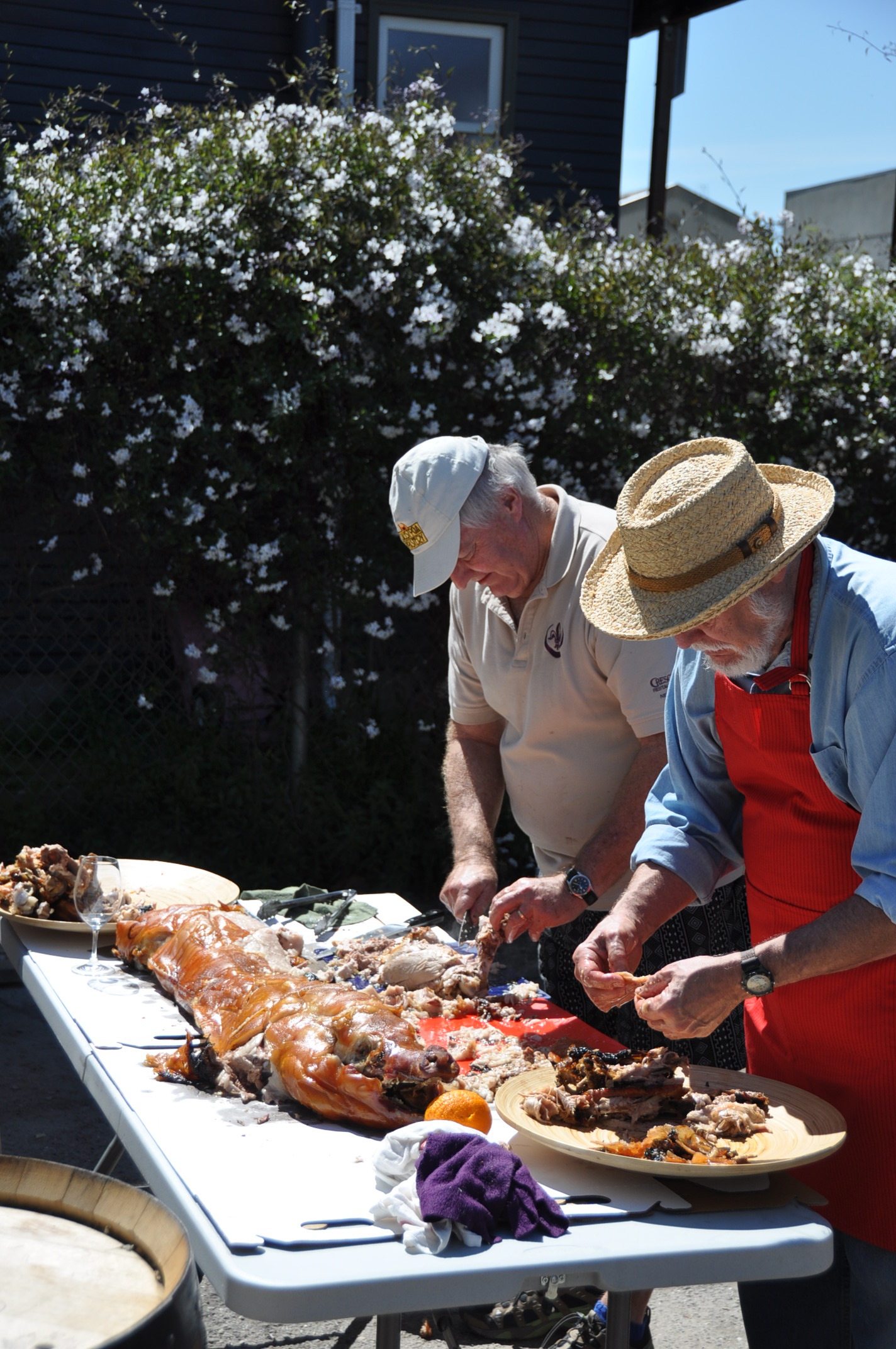
Préparation d'un lunch chez Two Mile Wines, à Oakland

Une urban winery est une entreprise de vinification installée soit en ville soit dans une zone industrielle ou commerciale. Possédant ou non un vignoble, elle achète tout ou partie des cépages qu'elle vinifie et élève puis commercialise en bouteille pour une clientèle de proximité. Ce nouveau concept, développé à travers tous les États-Unis, couvre une large gamme d'activités. Outre celle qui s'apparente au métier du négociant manipulant de type champenois, ces vinificateurs ont un objectif bien précis : s'intégrer dans la communauté. Dans le but de fidéliser leur clientèle, ils organisent des journées portes ouvertes, ouvrent des lieux d'attractions, organisent des concerts ou des évènements musicaux, offrent les services d'un Traiteur Organisateur de Réceptions, etc. D'autres, proposent même à leurs clients fortunés l'opportunité d'élaborer leur propre vin sous la direction du vinificateur-maison.
Ces caves urbaines s'inscrivent dans la même démarche que celle des vignerons bordelais qui ont mis à la mode le vin de garage dans les années 1990, désirant offrir à leur clientèle des Bordeaux très tanniques. Mais la réaction de beaucoup de urban wineries n'est pas que stylistique. Face aux géants de la Napa Valley et de la Sonoma Valley, leur objectif est de prôner une démocratisation de la vinification et un rapprochement avec la clientèle. Leur discours met en avant l'amour du travail bien fait tout en visant à promouvoir un mode de vie, où les vins sont encore fabriqués à la main. Une profession de foi qui leur fait obtenir le soutien des commerces de proximité, des restaurants et des amateurs de vin. « Nous leur offrons quelque chose d'unique, quelque chose qu'ils ne peuvent trouver nulle part ailleurs ».

## Le vignoble

### Encépagement
Le zinfandel est resté longtemps classé comme cépage californien. On reconnaissait son origine européenne, mais aucune ressemblance avec des cépages connus. De récentes études ampélographique lui ont trouvé une origine italienne grâce à sa ressemblance avec le primitivo. Les chercheurs de l'Université de Californie à Davis ont travaillé sur l'ADN de ce cépage. Primitivo et zinfandel sont clones d'une même variété et leur origine les fait dériver par mutation du crljenak kǎstelanski croate.  

#### Cépages rouges
Les cépages les plus renommés sont d'origine française, importés grâce au succès des vins de ce pays. Ce sont les plantations les plus anciennes et les plus importantes : pinot noir N, merlot N, cabernet sauvignon N, cabernet franc etc. La plantation de région plus chaudes a fait rechercher des cépages de culture plus méridionale : syrah N, carignan N, grenache, durif N, mourvèdre N, les cépages italiens barbera ou sangiovese etc. Un marché de niche a aussi été créé, faisant rechercher des cépages originaux et peu diffusés : petit verdot, malbec, trousseau, etc.

#### Cépages blancs
Les cépages les plus renommés ont aussi une origine française, importés grâce au succès des vins de ce pays : chardonnay B, sauvignon B, chenin B, mais aussi des cépages allemands, grâce à leur faculté de supporter des hivers rigoureux sur la côte est : riesling B, gewurztraminer Rs, ... 
Un marché de niche développe la plantation de variétés originales qui gagnent peu à peu en notoriété : colombard B, marsanne B, pinot blanc B, pinot gris B, roussanne B, sémillon B ou viognier.

### Climatologie
La côte ouest a un climat océanique ou méditerranéen rappelant les climats européens. Le succès de la viticulture dans cette région est lié à une très bonne adaptation des cépages européens à ces climats. 
La côte est a un climat continental de type façade orientale donnant en particulier des étés chauds. Elle est à rapprocher du climat continental tempéré de climat océanique que l'on trouve en Europe de l'Ouest : Allemagne, Alsace...

### Culture de la vigne
Aux États-Unis, la viticulture est séparée entre producteurs de raisin et vineries (fabriques de vin), même si quelques domaines ancestraux cultivent et vinifient leur raisin. Ainsi, tous les ans, une cotation des diverses variétés de raisin est publiée.

## Marché

### Segmentation
Le marché du vin américain est segmenté selon les prix à la bouteille. Le terme marketing de value désigne les vins les meilleur marché, aussi appelés familièrement jug wines, car ils sont souvent vendus au magnum, voire en brique de 5 litres. Les fighting varietals, un autre néologisme de marketing, désignent les vins de cépages de consommation courante. Enfin, les segments premium désignent des vins plus chers, qui peuvent être destinés à vieillir en cave. Le terme très générique de value est cependant souvent utilisé pour désigner les bouteilles à moins de 15 dollars.
En octobre 2006, les segments value et fighting varietals (soit moins de 7 dollars la bouteille) représentaient 66 % des ventes de vin aux États-Unis. Les segments super et ultra-premium ne représentaient que 9 % des ventes, mais enregistraient respectivement 28 et 43 % d'augmentation en chiffre d'affaires par rapport à la même période deux ans auparavant.
| Désignation        | Tranche de prix (750 ml) |
| ------------------ | ------------------------ |
| Value              | moins de 2,99 dollars    |
| Fighting varietals | 3 à 5,99 dollars         |
| Popular premium    | 6 à 7,99 dollars         |
| Premium            | 8 à 9,99 dollars         |
| Super premium      | 10 à 14,99 dollars       |
| Ultra premium      | 15 dollars ou plus       |

La grande majorité des vins américains vendus aux États-Unis sont des mono-cépages.  Les cépages les plus populaires sont le chardonnay, le merlot et le cabernet-sauvignon.  Le chardonnay représentait en novembre 2007 23 % du marché en chiffre d'affaires et 21 % en ventes par caisses.  Le merlot et le cabernet-sauvignon représentaient respectivement 12 et 14 % du marché en chiffre d'affaires.  Le zinfandel (permettant, outre des vins rouges, la production du rosé le plus populaire aux États-Unis, le white zinfandel), le pinot gris (généralement portant le nom italien de pinot grigio) et le syrah sont aussi très bien vendus, ainsi que depuis le début des années 2000 le pinot noir, qui doit notamment sa popularité grandissante au film Sideways, ayant enregistré l'augmentation de prix la plus spectaculaire par rapport aux autres vins mono-cépages. Le sauvignon (systématiquement suivi du qualificatif français blanc, et parfois aussi appelé « fumé blanc », une désignation inventée par Robert Mondavi), le riesling et le sangiovese sont aussi populaires, et on trouve aussi des vins de cépages traditionnellement utilisés en Europe dans des assemblages, tels que le grenache, le mourvèdre et plus couramment le durif (appelé aux États-Unis petite syrah).
Les assemblages restent très minoritaires, mais gagnent peu à peu du terrain parmi les vins des segments premium, reflétant le désir de certains viticulteurs de vouloir façonner des vins plus subtils et susceptibles de plaire aux palais des consommateurs plus avertis, ou de définir un terroir. Certains œnologues utilisent les vins de Bordeaux ou du Rhône comme inspiration, suivant leur goût, la géologie ou le climat où poussent leurs vignobles. De nombreux vins à base de cabernet-sauvignon émulent ainsi les crus de Bordeaux (certains sont commercialisés sous le label Meritage), et on note depuis les années 1990 l'ascension des Rhone Rangers, le surnom donné aux viticulteurs et aux vins prenant les crus de côtes du Rhône comme modèles.
Le segment le plus lucratif des vins américains est celui des vins de prestige, aussi désignés trophy wines. Il s'agit généralement de vins à base de cabernet-sauvignon ou de zinfandel, produits en petite quantité par des domaines prestigieux et vendus au moins 50, voire plus de 100 dollars la bouteille. Ces boutique wineries, héritières des producteurs à l'origine de l'ascension des vins californiens à partir de la fin des années 1960, sont généralement situées dans les régions viticoles les plus réputées et vendent souvent leurs vins de prestige directement aux consommateurs, parfois en primeur, ou via des marchands de vin spécialisés.
Paradoxalement, les importations de vin français ont considérablement baissé depuis la fin du XXe siècle, ne représentant en 2006 qu'environ 3 % des ventes, alors que les vins australiens et italiens représentent chacun environ 10 % du marché, et sont en constante augmentation, ainsi que les vins néo-zélandais. Les vins espagnols, allemands, sud-africains, chiliens et argentins se sont également creusés une part modeste des ventes américaines.

## Appellation et réglementation

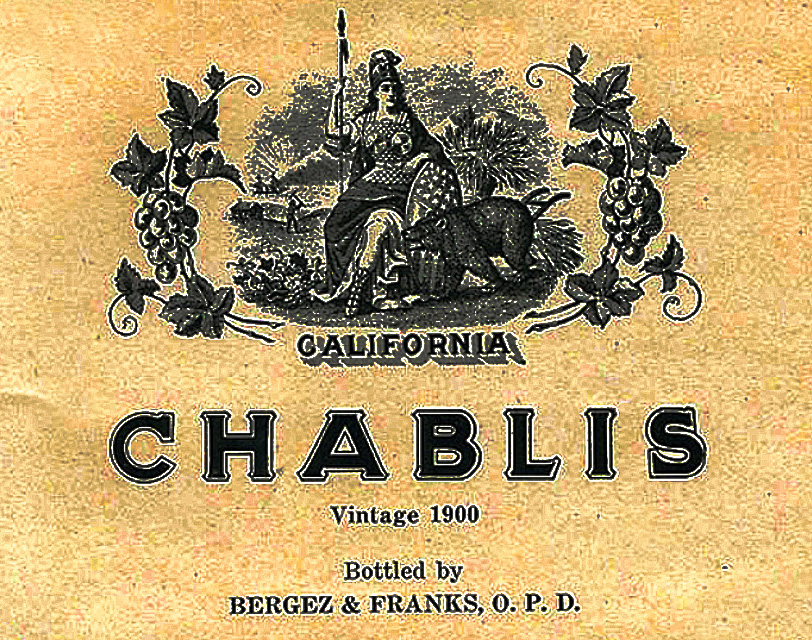
Étiquette d'un vin californien, millésime 1900, revendiquant l'appellation Chablis

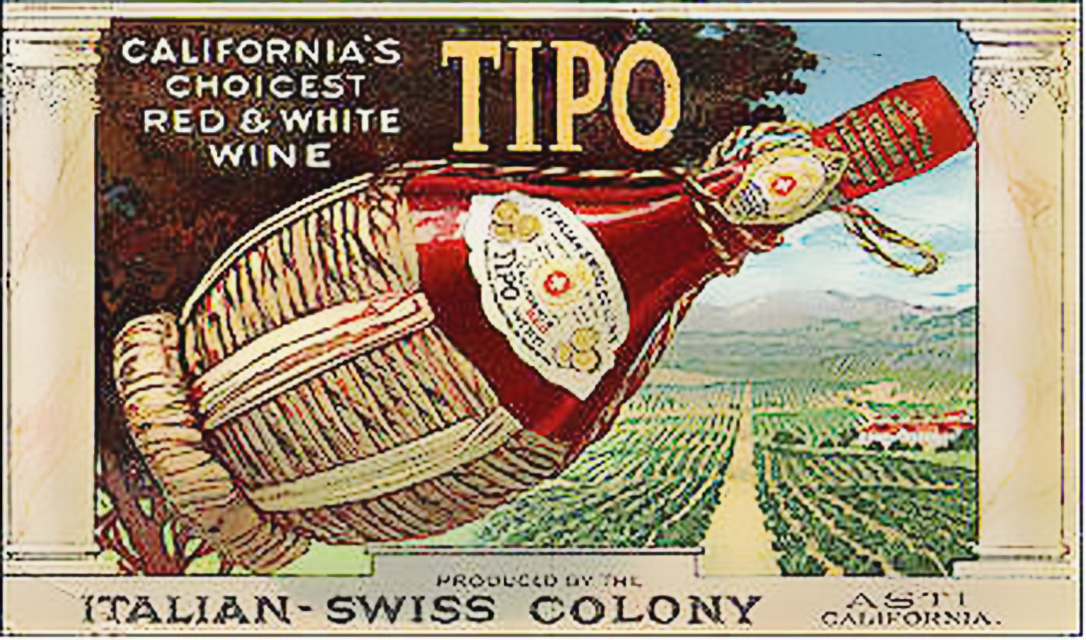
Imitation d'une bouteille de chianti faite par les viticulteurs italo-suisses installés à Asti (Californie) dans le Comté de Sonoma

La règlementation américaine en matière d'appellation reste quasi inexistante jusqu'aux années 1980. Les viticulteurs américains et embouteilleurs sont donc libres d'utiliser des désignations souvent inspirées des appellations européennes pour leurs vins, qui pour l'immense majorité sont destinés au marché domestique : certains rouges sont étiquetés Burgundy, des blancs (souvent à base de colombard) sont vendus sous le label Chablis, et Sauterne (sans s) est souvent utilisé pour étiqueter des vins blancs doux. Port est une désignation courante pour les vins doux qui jusqu'à la Prohibition représentent la majorité des vins produits et vendus aux États-Unis.
La quasi-majorité des références à des noms de lieux ou à des appellations d'origine européennes ont disparu des étiquettes des vins américains à partir des années 1960, même si Port reste utilisé pour certains vins américains mutés produits sur le modèle des portos.

### Champagne

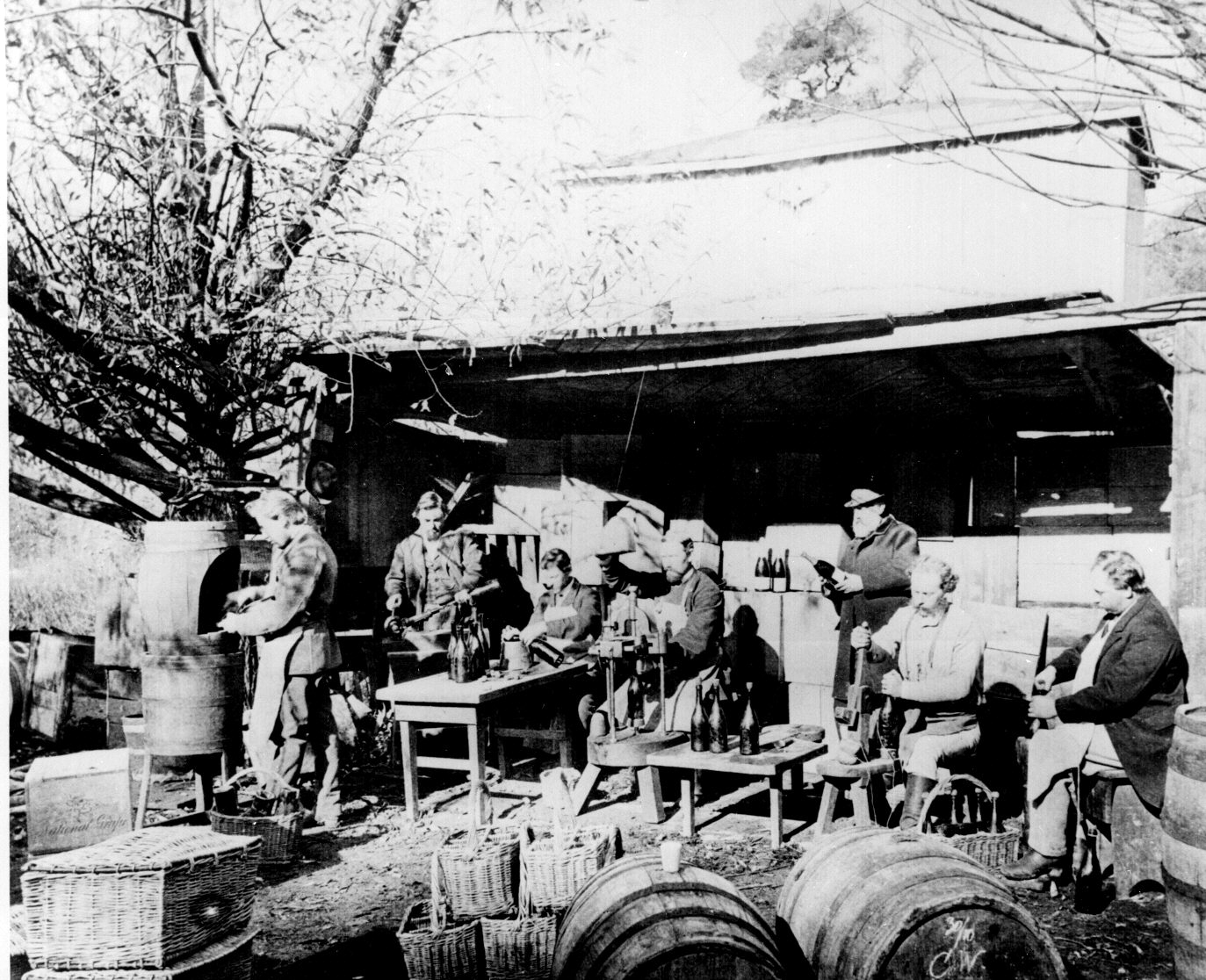
Entreprise de champagne californien, photo de Eadweard Muybridge, de San Francisco, prise à Buena Vista Vineyard, Sonoma, dans le début des années 1870

Les États-Unis n'ayant jamais signé les traités de Madrid et de Versailles, les producteurs américains sont également libres d'utiliser l'appellation « Champagne » pour leurs vins pétillants voués au marché américain. Ce label reste utilisé essentiellement par les producteurs de vins pétillants premier prix. Les viticulteurs américains produisant des vins sur le modèle champenois visant un segment plus prestigieux ont pour la plupart abandonné cette désignation, qui reste souvent associée aux vins pétillants bon marché.
L'arrivée des maisons de Champagne en Californie à partir des années 1970 a également contribué à l'amélioration de la qualité des vins pétillants et à l'éducation du public américain dans ce domaine. Moët-Hennessy investit dans le Domaine Chandon dans la vallée de Napa dès 1973, G.H. Mumm y fonde Mumm Napa en 1976, Piper-Heidsieck cofonde Piper Sonoma en 1979 avec Sonoma Vineyards et Renfield Importers, la maison Louis Roederer possède un domaine dans Anderson Valley dans le comté de Mendocino depuis 1982, et Domaine Carneros dans la vallée de Napa est détenu par Taittinger. Des producteurs californiens comme Schramsberg, Gloria Ferrer, Frank Family Vineyards ou Iron Horse ont également contribué à l'essor des vins pétillants américains de qualité, mais on trouve également des vins de méthodes champenoises ou traditionnelles produits en Oregon ou au Nouveau-Mexique.

### Cépages
Selon la règlementation américaine en vigueur, un vin peut être étiqueté selon un cépage donné à condition qu'au moins 75 % dudit cépage soit entré dans la fabrication du même vin. De nombreux vins américains étiquetés d'après leur cépage dominant sont en fait des assemblages, un cabernet sauvignon pouvant donc avoir été élaboré avec du cabernet franc et un ou plusieurs autres cépages. Cette réglementation est indépendante de celle portant sur les régions - un vin peut donc être étiqueté suivant le cépage dominant, même si les grappes utilisées proviennent de régions différentes. 
Dans un article paru dans la revue des sciences sociales Communication, fondée par Roland Barthes, Georges Friedmann et Edgar Morin, le sociologue Julien Lefour s'intéresse aux phénomènes d'appropriation des cépages de tradition française par les viticulteurs et les vendeurs californiens, tentant d'expliciter en quoi le modèle californien est différent du modèle européen, créant une nouvelle catégorie cognitive et culturelle de vins : la catégorie des vins de cépages. Cette nouvelle classification connaît ensuite un énorme succès dans d'autres régions viticoles du monde, comme en Australie, en Nouvelle-Zélande, en Afrique du Sud, au Chili, en Argentine, avant d'être diffusée en Europe même au cours des années 1990, notamment en France, à travers la catégorie des Vins de cépage (Languedoc-Roussillon). Il est vrai que l'Alsace avait déjà compris l'intérêt de communiquer à la fois à partir du type de cépage, de l'aire de production, du nom du vigneron ou du négociant, et cela dès le XIXe siècle ; nous rappelons que la région Alsace, réputée pour ses vins de le Moyen Âge, est une région d'échanges économiques et culturelles située au carrefour des influences allemandes (vins du Rhin et de la Moselle), champenoises, bourguignonnes, françaises, protestantes et catholiques. 
Donc, depuis les années 1970, les consommateurs d'abord des nouveaux marchés (États-Unis, Canada, Japon...), puis de marchés plus matures comme l'Angleterre, les Pays-Bas, le Danemark, l'Allemagne, la Suède, la Norvège, ont encouragé les vignerons, les négociants et les coopératives viticoles à communiquer d'abord et surtout à partir de la composition des cépages dans chaque cuvée commercialisée ; et cela pour des raisons de simplification de l'information et de la classification par rapport à d'autres formes de classification plus anciennes et complexes comme celle défendue en France par l'INAO, à partir d'une zone de production délimitée et du respect d'un cahiers des charges. D'autres pays comme le Portugal, l'Italie ou même l'Espagne (qui classe aussi ses vins par durée d'élevage), héritiers de cet ancien type de classification, ont cherché à copier le modèle californien, réputé plus accessible pour les néophytes et les jeunes consommateurs. Aujourd'hui, les deux modèles peu à peu se rejoignent, se complètent, tout en gardant certaines priorités. En Europe, c'est la région du Languedoc qui a fait œuvre de région pionnière dès les années 1990, créant une offre complète plus large, souple et compétitive, alliant expression de terroirs et expression de cépages comme le chardonnay, le merlot, la syrah, le viognier ou le grenache. Ce modèle économique est aujourd'hui copiée par d'autres régions viticoles européennes qui tentent de garder aussi leurs spécificités locales. Les viticulteurs des régions comme la Californie, l'Oregon, ou la Vallée de Mendoza en Argentine, de leur côté, mettent en place peu à peu beaucoup plus de références à l'origine géographique et à la provenance des raisins sur leurs étiquettes afin de se différencier par rapport aux autres producteurs de la même région, dans une concurrence toujours plus forte. Il sera intéressant de suivre comment de nouveaux pays producteurs comme la Chine ou le Brésil, évoluent au cours des prochaines décennies, comment ils se différencient et en quoi ils copient le modèle californien . 
Les rares vins réalisés à partir de Vitis labrusca peuvent cependant porter le nom d'un cépage composant au moins 51 % du vin.

### Millésimes
La réglementation américaine autorise l'apport de jusqu'à 5 % de vin de cuvées précédentes dans un vin millésimé. L'étiquette doit cependant dans ce cas préciser une origine géographique autre qu'un pays.

## Une viticulture en crise dans les années 1990
Dans la dernière décennie du XXe siècle, la production des vins californiens se trouva confrontée à un problème de sous-consommation qui tira les prix à la baisse. Cette crise parut pourtant conjoncturelle, puisqu'en 1992, une émission de télévision sur le French paradox, démontrant qu'une consommation raisonnable de vin avait un impact positif sur la baisse des maladies cardiaques, fit augmenter en un mois la consommation de vin de 44 % aux États-Unis. 
Pour que cette crise de consommation n'obère pas le marché, à terme, il a été proposé aux viticulteurs californiens de diversifier à la fois leur encépagement et leurs vins. D'une prépondérance quasi exclusive de cabernet sauvignon, merlot, zinfandel, pinot noir, chardonnay, sauvignon, riesling et sémillon, certains optaient déjà pour des cépages rhodaniens : syrah, viognier, marsanne, grenache, cinsault etc.  afin de produire des vins plus adaptés à leur terroir et au goût des consommateurs. 

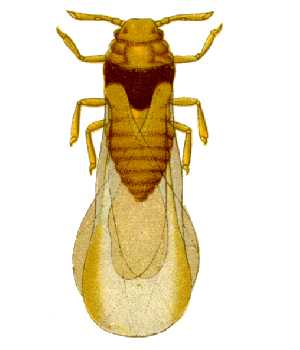
Phylloxéra (Daktulosphaira vitifoliae)

Mais la viticulture a dû faire face à un autre type de crise liée à une erreur sur le choix du porte greffe. En dépit d'un ferme avertissement donné, dès 1963, par le professeur Denis Boubals, ce fut le porte-greffe Aramon x Rupestris ganzin n l - dit A x RI  aux États-Unis - qui a été majoritairement choisi pour les cépages de qualité alors qu'il est peu résistant au phylloxéra. Cette insuffisance a été patente, par exemple, dans le terroir viticole des Carneros au bord de la baie de San-Francisco. En voyage d'études, en 1992, Denis Boubals a pu constater que « des vignes de différents âges, même à partir de huit ans, faiblissent au point de ne plus rien produire ou de produire des raisins qui mûrissent mal et qui ne pourront pas donner de bons vins ».
Le vignoble des Carneros n'a pas été le seul touché puisque les vallées de Napa et de Sonoma ont été les plus atteintes par le phylloxéra. Sur les 26 000 hectares que représentent leur vignoble, ce sont 20 000 hectares qui ont utilisé le porte-greffe A x RI. Au début des années 1990, il était déjà estimé que 2 100 hectares étaient en voie de dépérissement et qu'il faudrait plus d'une décennie pour reconstituer le vignoble et le replanter sur des porte-greffes réellement résistants.

### Sites internet
- itinerari nel gusto Carte du vin d'Italie
- Vins d'Italie Un tour d'horizon des principales appellations italiennes

### Vidéos
- [vidéo] « Les États-Unis - La Californie du nord » sur Voyage, 2002, 52 min.
- [vidéo] « Les États-Unis - La Californie du sud » sur Voyage, 2002, 52 min.
- (en) [vidéo] « Discover California Wine Country » sur Liquor Control Board of Ontario [LCBO], 2009, 23 min.
- (en) [vidéo] « Discover the Wines of the American Pacific Northwest » sur Liquor Control Board of Ontario [LCBO], 2002, 28 min.
- (en) [vidéo] « The Wines of Sonoma County » sur GuildSomm, 27 décembre 2016, 10 min.
- (en) [vidéo] « The Wines of Washington » sur GuildSomm, 7 janvier 2020, 11 min.
- (en) [vidéo] « The Wines of Oregon » sur GuildSomm, 17 janvier 2018, 12 min.